# پلیموث سوپربرد
پلیموث سوپربرد (به انگلیسی: Plymouth Superbird) خودرویی است که توسط شرکت پلیموث در سال‌های ۱۹۷۰ در دیترویت آمریکا تولید شده‌است.
این خودرو در کلاس خودرو عضلانی قرار گرفته، است. سیستم جعبه‌دندهٔ آن ۳ دنده به دو صورت خودکار و دستی است.